# Aşk Mantık İntikam
Aşk Mantık Intikam (en español: Amor, lógica, venganza en España, Olvídame si puedes en Hispanoamérica o Recién divorciada en Ecuador) es una serie de televisión turca, producida por la productora audiovisual No Dokuz Productions para el canal de televisión FOX esta se estrenó el 18 de junio del año 2021. está basado en el drama coreano Cunning Single Lady que fue estrenado en el año 2014.

## Trama
Aşk Mantik Intikam cuenta la historia de Esra Erten () y Ozan Korfali () quienes estuvieron casados en un pasado, pero tras varias dificultades en su matrimonio deciden divorciarse. Después de dos años se reencuentran, Esra desempleada y Ozan quien es director general de una empresa, Esra empieza a trabajar en la empresa de Ozan y por lo tanto a convivir con él, lo cual mejorará el vínculo entre los dos pero su relación se verá constantemente afectada gracias a terceras personas y mientras eso sucede se empieza a saber la verdadera razón del divorcio entre ellos dos.

## Episodios
| Temporada | Temporada | Episodios | Episodios | Emisión original    | Emisión original    |
| Temporada | Temporada | Episodios | Episodios | Primera emisión     | Última emisión      |
| --------- | --------- | --------- | --------- | ------------------- | ------------------- |
|           | 1         | 42        | 42        | 18 de junio de 2021 | 22 de abril de 2022 |

## Reparto
| Actor               | Personaje           | Capítulos |
| ------------------- | ------------------- | --------- |
| Burcu Özberk        | Esra Erten Korfali  | 1-42      |
| Ilhan Şen           | Ozan Korfali        | 1-42      |
| Emir Güler          | Atlas Erten-Korfalı | 24-42     |
| Sebahat Kumaş       | Rüya                | 28-33     |
| Burak Yörük         | Çinar Yilmaz        | 1-28      |
| Melisa Döngel       | Çalğa Yilmaz        | 1-28      |
| Günay Karacaoğlu    | Zümrüt Korfali      | 1-42      |
| Zeynep Kankonde     | Mensekşe Erten      | 1-42      |
| Süleyman Atanisev   | Yalçin Erten        | 1-42      |
| Mehmet Korhan Firat | Ekrem Erten         | 1-42      |
| Ceren Koc           | Elif Korfali Erten  | 1-42      |
| Sedva Baş           | Zeynep              | 1-42      |
| Tarik Şerbetiçoğlu  | Musa                | 1-42      |
| Elçin Atamgüç       | Nilgün              | 28-42     |
| Birgül Ulusoy       | Reyhan Korfali      | 1-16      |
| Yusuf Akgün         | Mert Balkır         | 14-28     |
| Anıl Altan          | Ayaz Karakoç        | 25-28     |
| Murat Karasu        | Arif Yılmaz         | 1-27      |

## Audiencia en Turquía
| Capítulo          | Fecha de emisión         | Rating Total | AB   | ABC1 |
| ----------------- | ------------------------ | ------------ | ---- | ---- |
| Capítulo 1        | 18 de junio de 2021      | 3.21         | 2.99 | 3.34 |
| Capítulo 2        | 25 de junio de 2021      | 4.61         | 4.58 | 5.10 |
| Capítulo 3        | 2 de julio de 2021       | 5.36         | 4.39 | 4.85 |
| Capítulo 4        | 9 de julio de 2021       | 5.20         | 4.10 | 4.73 |
| Capítulo 5        | 16 de julio de 2021      | 5.27         | 4.60 | 5.07 |
| Capítulo 6        | 30 de julio de 2021      | 4.82         | 3.73 | 4.71 |
| Capítulo 7        | 6 de agosto de 2021      | 4.20         | 3.00 | 3.56 |
| Capítulo 8        | 13 de agosto de 2021     | 4.90         | 3.01 | 4.10 |
| Capítulo 9        | 20 de agosto de 2021     | 5.41         | 4.03 | 4.75 |
| Capítulo 10       | 27 de agosto de 2021     | 5.15         | 4.15 | 4.62 |
| Capítulo 11       | 3 de septiembre de 2021  | 6.41         | 4.09 | 5.72 |
| Capítulo 12       | 10 de septiembre de 2021 | 6 38         | 5.29 | 6.10 |
| Capítulo 13       | 17 de septiembre de 2021 | 6.46         | 4.42 | 5.10 |
| Capítulo 14       | 24 de septiembre de 2021 | 6.10         | 3.91 | 5.87 |
| Capítulo 15       | 1 de octubre de 2021     | 5.32         | 3.72 | 4.88 |
| Capítulo 16       | 8 de octubre de 2021     | 5.84         | 3.57 | 5.14 |
| Capítulo 17       | 15 de octubre de 2021    | 4.54         | 2.82 | 4.26 |
| Capítulo 18       | 22 de octubre de 2021    | 5.80         | 4.55 | 5.63 |
| Capítulo 19       | 29 de octubre de 2021    | 5.10         | 4.19 | 4.93 |
| Capítulo 20       | 5 de noviembre de 2021   | 4.73         | 3.44 | 4.93 |
| Capítulo 21       | 12 de noviembre de 2021  | 5.46         | 3.57 | 4.39 |
| Capítulo 22       | 19 de noviembre de 2021  | 5.67         | 3.31 | 4.81 |
| Capítulo 23       | 28 de noviembre de 2021  | 4.96         | 3.23 | 4.53 |
| Capítulo 24       | 3 de diciembre de 2021   | 5.35         | 4.17 | 4.98 |
| Capítulo 25       | 10 de diciembre de 2021  | 4.40         | 2.82 | 4.50 |
| Capítulo 26       | 17 de diciembre de 2021  | 4.00         | 2.94 | 4.38 |
| Capítulo 27       | 24 de diciembre de 2021  | 3.86         | 2.78 | 3.70 |
| Capítulo 28       | 14 de enero de 2022      | 4.33         | 2.99 | 4.15 |
| Capítulo 29       | 21 de enero de 2022      | 4.14         | 3.05 | 3.85 |
| Capítulo 30       | 28 de enero de 2022      | 3.50         | 2.51 | 3.57 |
| Capítulo 31       | 4 de febrero de 2022     | 3.66         | 2.80 | 3.26 |
| Capítulo 32       | 11 de febrero de 2022    | 3.51         | 3.19 | 3.76 |
| Capítulo 33       | 18 de febrero de 2022    | 3.85         | 3.34 | 4.27 |
| Capítulo 34       | 25 de febrero de 2022    | 3.25         | 2.22 | 3.33 |
| Capítulo 35       | 4 de marzo de 2022       | 3.62         | 3.23 | 3.17 |
| Capítulo 36       | 11 de marzo de 2022      | 3.56         | 3.12 | 3.28 |
| Capítulo 37       | 18 de marzo de 2022      | 3.36         | 3.22 | 3.32 |
| Capítulo 38       | 25 de marzo de 2022      | 2.91         | 2.40 | 2.72 |
| Capítulo 39       | 1 de abril de 2022       | 2.51         | 1.99 | 2.36 |
| Capítulo 40       | 8 de abril de 2022       | 2.89         | 2.74 | 2.55 |
| Capítulo 41       | 15 de abril de 2022      | 2.58         | 2.01 | 2.01 |
| Capítulo 42 final | 22 de abril de 2022      | 2.61         | 2.38 | 2.41 |